# Moultrie
Moultrie est une ville de Géorgie, aux États-Unis. Il s'agit du siège du comté de Colquitt.

## Démographie
| 1900  | 1910  | 1920  | 1930  | 1940   | 1950   |
| ----- | ----- | ----- | ----- | ------ | ------ |
| 2 221 | 3 349 | 6 789 | 8 027 | 10 147 | 11 639 |

| 1960   | 1970   | 1980   | 1990   | 2000   | 2010   |
| ------ | ------ | ------ | ------ | ------ | ------ |
| 15 764 | 14 400 | 15 105 | 14 865 | 14 387 | 14 268 |